# Liste der Schriften von Wolfgang Scheler
Die Liste der Schriften von Wolfgang Scheler ist ein Verzeichnis, geordnet nach Zweckbestimmung und Editionszeit, gestützt auf folgende Quellen:
- (DNB) = Online-Katalog der Deutschen Nationalbibliothek;[1]
- (BMG) = Bibliographie Militärgeschichte (1945–1995) des MGFA;[2]
- (SLUB) = Online-Katalog der Sächsische Landesbibliothek – Staats- und Universitätsbibliothek Dresden.[3]
- (SÄBI) = Sächsische Bibliografie;[4]
- Schriftenreihe DSS-Arbeitspapiere, vier Hefte: 50, 100, 109, 115;[5][6][7][8]

## Publikationen zur Friedensforschung

### Publikationen beim Verlag „WeltTrends“ (2017–2019)
- Mit Lutz Kleinwächter / Wilfried Schreiber / Hubert Thielicke: Entmilitarisierung der Sicherheit! Für eine neue kontinentale Friedensordnung Europas. (Thesen). In: WeltTrends. Das außenpolitische Journal, Nr. 151, Potsdam 2019, Mai, S. 46–50.
- Abschreckungsdoktrin und Gesetz des Atomzeitalters. In: WeltTrends. Das außenpolitische Journal, Nr. 142, Potsdam 2018, August, S. 20–24.
- (DNB) Die Dominanz der Kriegsideologie in der neuen Phase des Kapitalismus. In: Die Rückkehr des Imperialismus : Kriegsideologie in der neuen Phase des Kapitalismus. (Hrsg.) Lutz Kleinwächter: Entmilitarisierung 21, Band 4, Potsdam 2018, S. 49–62. (Nachdruck aus: Ideologie des neuen Imperialismus und ihre Positionen zu Krieg und Frieden. (Hrsg.) Dresdener Studiengemeinschaft Sicherheitspolitik (DSS) e. V: DSS-Arbeitspapiere, Heft 83, Dresden 2007, S. 30–42.)
- (DNB) Die NATO und die Sicherheit des Friedens. In: Nordatlantikpakt versus gemeinsame Sicherheit : die NATO im Kontext einer neuen Weltordnung. (Hrsg.) Lutz Kleinwächter: Entmilitarisierung  21, Band 3, Potsdam 2018, S. 27–32. (Nachdruck aus: Die Neuausrichtung der Bundeswehr – Position und Opposition. (Hrsg.) Dresdener Studiengemeinschaft Sicherheitspolitik (DSS) e. V: DSS-Arbeitspapiere, Heft 107, Dresden 2013, S. 16–29.)
- (DNB) Der neue Auftrag der Bundeswehr und die Frage seiner Legitimation. In: Zwischen Tradition und Neuausrichtung. Kritische Positionen zu Bundeswehr und deutscher Sicherheitspolitik. (Hrsg.) Lutz Kleinwächter: Entmilitarisierung 21, Band 2, Potsdam 2018, S. 47–60. (Nachdruck aus: Die Neuausrichtung der Bundeswehr – Position und Opposition. In: DSS-Arbeitspapiere, Heft 107, Dresden 2013, S. 16–29.)
- Vorwort. Zur Herausgabe der Zeitschrift für kritische Sicherheitsforschung „multipolar“. In: (Hrsg.) WeltTrends e. V./ Freundeskreis der Zeitschrift multipolar: multipolar, Heft  1, Potsdam 2017, S. 1–2.
- (DNB) Paradigmenwechsel im philosophischen Denken über Frieden, Krieg und Streitkräfte in der DDR. In: Neues Denken in der DDR: Konzepte zur Sicherheit in Europa in den 1980er Jahren. (Hrsg.) Erhard Crome / Lutz Kleinwächter: Potsdamer Textbücher, Band 25, Potsdam 2014, S. 113–138.
- (DNB) Gemeinsame Sicherheit im Atomzeitalter Konstruktives Konzept für eine alternative Sicherheitspolitik. In: Gemeinsame europäische Sicherheit: Konzepte für das 21. Jahrhundert. (Hrsg.) Erhard Crome / Lutz Kleinwächter: Potsdamer Textbücher, Band 15, Potsdam 2012, S. 79–94.

### Beiträge für die „DSS-Arbeitspapiere“ (1990–2016)
(Hrsg.) Dresdener Studiengemeinschaft Sicherheitspolitik (DSS) e. V.
- (DNB) (SÄBI) Vorbemerkung und Gesamtredaktion: Friedensdenken und Friedensbewegung in Symbiose. Dresden 2016, Oktober, [Heft 116], 46 S. urn:nbn:de:bsz:14-qucosa2-327023
- (SÄBI) Das Wirken der Studiengemeinschaft für einen Frieden in Gemeinsamer Sicherheit. In: Für Entmilitarisierung der Sicherheit. 25 Jahre Dresdener Studiengemeinschaft Sicherheitspolitik e. V. Ein Resümee. Dresden 2015, Heft 115, S. 6–91. urn:nbn:de:bsz:14-qucosa2-321465
- (DNB) (SÄBI) Vorwort und Die Militärakademie in der demokratischen Revolution und Militärreform. In: Redaktion (Leiter): Die Militärakademie in der demokratischen Revolution 1989/90. Aufbruch und Ende. Dresden 2016, Heft 114, 313 S. urn:nbn:de:bsz:14-qucosa2-321486
- (SÄBI) Mit Alwin Loose: Philosophen an der Militärakademie. Der Philosophielehrstuhl an der Militärakademie „Friedrich Engels“. Reminiszenzen ehemaliger Mitglieder. Dresden 2014, Heft 109, 350 S. urn:nbn:de:bsz:14-qucosa2-340221
- Frieden als globales Problem. In: Beiträge zum 18. Dresdner Symposium, Dresden 2014, Heft 108, S. 21–29.
- Dresdner Symposien „Für eine globale Friedensordnung“. Bilanz und Akteure  einer friedenswissenschaftlichen Reihe. Dresden 2014, Heft  108, S.  53 – 60.
- Der neue Auftrag der Bundeswehr und die Frage nach seiner Legitimation. Dresden 2013, Heft 107, S. 16–29. urn:nbn:de:bsz:14-qucosa2-324662
- Warum der Westen China nicht versteht. Dresden 2012, Heft 106, S. 37–44. urn:nbn:de:bsz:14-qucosa2-339874
- Zum Verhältnis von Militärmacht und Völkerrecht. Dresden 2012, Heft 105, S. 76–83.
- Mit Horst Großmann / Ulrich Knappe / Ernst Woit: Unhaltbares und Bewahrenswertes am marxistischen philosophischen Denken über Krieg und Frieden in der DDR. Eine wissenschaftliche Diskussion. Dresden 2011, Heft 103, S. 85–110. urn:nbn:de:bsz:14-qucosa2-325681
- Vorwort. In: Grenzschutz und Grenzregime an der deutsch-deutschen Grenze. Dresden 2011, Heft 103, S. 5–8. urn:nbn:de:bsz:14-qucosa2-327023
- Gemeinsame Sicherheit – gangbarer Weg zur globalen Friedensordnung. Dresden 2011, Heft 101, S. 47–58.
- (DNB) (SÄBI) Theoretische Grundpositionen zur Sicherheitspolitik. Konstanz und Modifikation. Dresden 2010, Heft  100, S. 45–65 sowie 2 Anlagen S.  257–265. urn:nbn:de:bsz:14-qucosa2-327018
- Leitidee für eine zeitgemäße Friedensstrategie. Dresden 2010, Heft 98, S. 15–23.
- Über die Wesensmerkmale des Friedens aus dem Blickwinkel der Weltwirtschaftskrise. Sowie: Generalleutnant Prof. Dr. Hans Süß zum Gedenken. Dresden 2010, Heft 97, S. 51–59 sowie 78–80. urn:nbn:de:bsz:14-qucosa2-339717}
- Das widersprüchliche Verhältnis von Ideologie, Militär und Wissenschaft. In: Militärakademie „Friedrich Engels“. Historisch-kritische Nachbetrachtung zum 50. Jahrestag ihrer Gründung. Beiträge zum Kolloquium am 10. Januar 2009 im Rathaus Dresden. Dresden 2009, Heft 95, S. 56–70. urn:nbn:de:bsz:14-qucosa2-321515
- Der atomar bewaffnete Frieden als eine Form des Militarismus. In: Atomwaffen und Menschheitszukunft. Beiträge zum 13. Dresdner Symposium „Für eine globale Friedensordnung“ am 15. November 2008. Dresden 2008, Heft 93, S. 33–40. urn:nbn:de:bsz:14-qucosa2-340349
- Die NATO und die Sicherheit des Friedens. Dresden 2008, Heft 91, S. 25–30.
- Militaristische Außenpolitik und der Zustand der Demokratie. Dresden 2008, Heft 90, S. 15–21.
- Wesenszüge und Erscheinungsformen des heutigen Militarismus. Dresden 2008, Heft 89, S. 13–23. urn:nbn:de:bsz:14-qucosa2-340329
- Die Dominanz der Kriegsideologie in der neuen Phase des Kapitalismus. Dresden 2007, Heft 83, S. 30–42. urn:nbn:de:bsz:14-qucosa2-340124
- Vorwort In: 50. Jahrestag der NVA. Ansichten und Wertungen. Dresden 2006, Heft 80, S. 4  f. urn:nbn:de:bsz:14-qucosa2-324760
- Über Kriegs- und Friedensfähigkeit der heutigen Weltgesellschaft. Dresden 2006, Heft 78, S. 22–44.
- In Memoriam Rolf Lehmann. Dresden 2005, Heft 77, S. 5–13. urn:nbn:de:bsz:14-qucosa2-324898
- (DNB) Eröffnung des Kolloquiums sowie Philosophisches Denken über Krieg und Frieden – damals und jetzt. Dresden 2005, Heft 76, S. 7–20. urn:nbn:de:bsz:14-qucosa2-339867
- Einführung. In: Die europäische Integration und der Frieden. Dresden 2005, Heft 73, S. 3 f.
- (DNB) Konfrontative oder gemeinsame Sicherheit. Dresden 2004, Heft 70, S. 52–60. urn:nbn:de:bsz:14-qucosa2-340207
- USA – Europa und der Krieg. Dresden 2004, Heft 69, S. 41–48.
- Einführung. In: „Pax Americana“ oder gerechter Frieden. Dresden 2003, Heft 64, S. 4–6.
- Frieden und Menschenrechte. Auf Suche nach Wegen von der Machtordnung zur Rechtsordnung. Dresden 2002, Heft 62, S .61–73. urn:nbn:de:bsz:14-qucosa2-389025
- Einführung. In: Ideen im Kampf um eine friedliche Welt. Dresden 2002, Heft 60, S. 4–7.
- Gemeinsame Sicherheit – oberstes Gesetz unseres Zeitalters. Dresden 2001, Heft 57, S. 67–74.
- (DNB) Für eine Welt ohne Krieg. Wolfgang Scheler zum 65. Drei Beiträge aus 1996–2000: Von der marxistisch-leninistischen Lehre vom Krieg und von den Streitkräften zum neuen Denken über Frieden, Krieg und Streitkräfte (Mai 1996). Zur Ausstellung über Verbrechen der Wehrmacht (März 1999). Stehen wir am Ende einer „Zwischenkriegszeit“? (Mai 2000). In: Heft 55, Dresden 2000, 64 S. urn:nbn:de:bsz:14-qucosa2-339745
- Friedensbewusstsein im Widerstand gegen Krieg und Militarisierung beim Übergang ins XXI. Jahrhundert. Dresden 2000, Heft 53, S. 29–37.
- Militärmacht gegen Völkerrecht. Dresden 2000, Heft 52, S. 65–71. urn:nbn:de:bsz:14-qucosa2-340176
- (DNB) (SÄBI) Die Umwälzung im sicherheitspolitischen Denken der achtziger Jahre. Sowie: 10 Jahre danach: Neuer Kalter Krieg oder gemeinsame Sicherheit. In: Für Entmilitarisierung der Sicherheit. 10 Jahre Dresdener Studiengemeinschaft Sicherheitspolitik e. V. (DSS). Dresden 2001, Heft 50, S. 7–20 und 123–131. urn:nbn:de:bsz:14-qucosa2-327003
- (DNB) Redaktion mit Joachim Klopfer: Die Waffen nieder! Zum NATO-Krieg gegen Jugoslawien. Dresden 1999, Heft 47, 54 S. urn:nbn:de:bsz:14-qucosa2-324781
- (DNB) Redaktion mit Joachim Klopfer: Krieg im 21. Jahrhundert? Neue Herausforderungen für die Friedensbewegung. Dresden 1999, Heft 46, 61 S. urn:nbn:de:bsz:14-qucosa2-324781
- (DNB) Das Mensch-Natur-Verhältnis und der Wandel im Friedensdenken. Dresden 1999, Heft 45, S. 38–44.
- (DNB) Die heutige Weltgesellschaft und der Abschied von der militärischen Gewalt. Dresden 1998, Heft 41A, S. 5–15. urn:nbn:de:bsz:14-qucosa2-340413
- Umrüstung als militärische Komponente neoliberaler Globalisierung. Dresden 1998, Heft 40, S. 57–61.
- Die Friedenskonzeption in veränderter Sicherheitslage. Konsistenz und Modifikation. Dresden 1997, Heft 34, S. 5–14. urn:nbn:de:bsz:14-qucosa2-340449
- (DNB) Fortschritt des Friedens in Idee und Wirklichkeit. Notwendigkeit und Möglichkeit in der heutigen Welt. Dresden 1997, Heft 32, S. 29–38. Auch in: Sonderheft 1/1997.
- (DNB) Fortschritt des Friedens in Idee und Wirklichkeit. Beiträge – im Anschluss an Immanuel Kants Entwurf „Zum ewigen Frieden“. Dresden 1997, Heft 31, S. 17–30.
- (DNB) Der neue Auftrag für die deutschen Soldaten – ein Friedensauftrag? Dresden 1996, Heft 27, S. 3–17.
- (DNB) (SÄBI) Von der marxistisch-leninistischen Lehre vom Krieg und von den Streitkräften zum neuen Denken über Frieden, Krieg und Streitkräfte. Über die Umwälzung der weltanschaulichen Grundlagen der Militärwissenschaft und der Wehrmotivation an der Militärakademie „Friedrich Engels“ in Dresden. Dresden 1996, Heft 26, S. 3–28.
- (SÄBI) Zu ideologisch-theoretische Fragen des Problemkreises Frieden, Krieg und Streitkräfte. Vortrag im Ministerium für Nationale Verteidigung (MfNV) am 21. Januar 1988. In: Dresden 1996, Heft 26, S. 29–38.
- Über die Militärdoktrin der Russischen Föderation. Dresden 1994, Heft 11.2, 27 S. urn:nbn:de:bsz:14-qucosa2-350834
- Entmilitarisierungskonzepte aus der Endphase der DDR. Verlorene Illusionen? Dresden 1993, Heft 8, 20 S.
- Vorbemerkung sowie Die weltanschaulichen und ideologischen Grundlagen der Militärwissenschaft in der DDR – Entstehung, Entwicklung und Bruch. Dresden 1992, Heft 5, S. 5 und 43–55. urn:nbn:de:bsz:14-qucosa2-325572
- Vorbemerkungen sowie Das Engels-Theorem über die neue Kriegswissenschaft als notwendiges Produkt der neuen gesellschaftlichen Verhältnisse – Rahmenorientierung für perspektivische Analysen der künftigen europäischen/deutschen Sicherheits- und Wehrstruktur. Dresden 1990, Heft 4, S. 5 und 186–194.

Beiträge für die „ Arbeitspapiere IWBS“ (1990) – Vorläufer der „DSS-Arbeitspapiere“:
(Hrsg.) Militärakademie „Friedrich Engels“, Interdisziplinärer Wissenschaftsbereich Sicherheit[spolitik] IWBS.
- (Ost-)Deutsche Soldaten im geistigen Umbruch. Eröffnungsvorlesung für den Studienjahrgang 1990 an der Militärakademie „Friedrich Engels“. Zugleich Abschiedsvorlesung des Autors am 4. September 1990. Dresden 1990, Heft 3, S. 7–19. urn:nbn:de:bsz:14-qucosa2-341731
- Mit IWBS-Arbeitsgruppe Auftrag und Funktion der Streitkräfte: Arbeitspapier zu Rahmenbedingungen des Prozesses der Annäherung und Vereinigung von BRD und DDR. Dresden 1990, Heft 1, S. 5–22. urn:nbn:de:bsz:14-qucosa2-341719

### Beiträge zu Frieden – Krieg – Streitkräfte (1991–2018)
- Lemma Militärpolitik. In: (Hrsg.) Wolfgang Fritz Haug / Frigga Haug / Peter Jehle / Wolfgang Küttler: Historisch-kritisches Wörterbuch des Marxismus, Band 9, Berlin 2018, S. 976–993.
- Lemma Militarismus. In: (Hrsg.) Wolfgang Fritz Haug / Frigga Haug / Peter Jehle / Wolfgang Küttler: Historisch-kritisches Wörterbuch des Marxismus, Band 9, Berlin 2018, S. 932–945.
- Friedensphilosophie und Militär. In: (Hrsg.) Michael Funk / Silvio Leuteritz / Bernhard Irrgang: Cyberware @ Drohnenkrieg. Neue Kriegstechnologien philosophisch betrachtet. Würzburg 2017, S. 199–217.
- Der Umbruch im friedens- und Sicherheitspolitischen Denken in der DDR in den achtziger Jahren und seine Nachwirkungen. In: (Hrsg.) Horst Klein: Zur Kriegsfrage in der Geschichte der sozialistischen Bewegung. Der Krieg auf dem Balkan 1999 und die alternative Sicht? Beiträge zur sozialistischen Theoriegeschichte. In:  Strausberger Studien zur Geschichte, Heft 56, Strausberg 2015, S. 106–127.
- Militarismus und Antimilitarismus des Atomzeitalters. In: (Hrsg.) Günter Flach / Klaus Fuchs-Kittowsk: Vom atomaren Patt zu einer von Atomwaffen freien Welt. Zum Gedenken an Klaus Fuchs. Berlin 2012, S. 239–245.
- Entmilitarisierung des politischen Denkens – Kernfrage des Antimilitarismus in der heutigen Welt. In: Militarismus und Antimilitarismus. Aktuelle und historische Dimension von Karl Liebknechts Schrift anlässlich des 100. Geburtstages ihres Erscheinens. (Hrsg.) Klaus Kinner (Rosa-Luxemburg-Stiftung Sachsen), Dresden 2008, S. 95–102.
- Kriegsfähigkeit und Friedensfähigkeit der Weltgesellschaft nach der Zeitenwende. In: UTOPIE kreativ, Heft 188, Berlin 2006, Juni, S. 492–503.
- Welt ohne Krieg. Vom Gewaltfrieden zum gewaltfreien Frieden. In: (Hrsg.) Lothar Schröter: Europa und Militär. Europäische Friedenspolitik oder Militarisierung der EU? In: Beiträge zur Militärgeschichte und Militärpolitik, Band 7, Schkeuditz 2005, S. 107–129.
- (Hrsg.) Mit Ernst Woit: Kriege zur Neuordnung der Welt. Imperialismus und Krieg nach dem Ende des Kalten Krieges. Berlin 2004.
- Vom Gewaltfrieden zum gerechten Frieden. (Redaktion) Konferenzschrift. In: (Hrsg.) Rosa-Luxemburg-Stiftung Sachsen e. V.: : Welt ohne Krieg – Gesellschaftliche Bedingungen des internationalen Friedens. IV. Rosa-Luxemburg-Konferenz, 16./17. April 2004 in Dresden. Dresden 2004, S. 39–62.
- Welt ohne Krieg? Vom Gewaltfrieden zum gerechten Frieden. In: (Hrsg.) Reinhard Brühl / Lothar Schröter: Bundeswehrreform. Reform der Bundeswehr? Beiträge zur Militärgeschichte und Militärpolitik, Band 3, Schkeuditz 2002.
- Clausewitz im 21. Jahrhundert. Neue Kriege – Fortsetzung der Politik mit anderen Mitteln? In: Interessengemeinschaft Wissenschaft und Kultur. Jahresringe Dresden, Heft 41, Dresden 2004, 15 S.
- Der Umbruch im friedens- und sicherheitspolitischen Denken in der DDR in den 80er Jahren und seine Nachwirkungen. In: (Hrsg.) Reinhard Brühl / Lothar Schröter: Stahlhelm. Blauhelm. Friedenstaube. Friedenssicherung am Beginn des 21. Jahrhunderts. Beiträge zur Militärgeschichte und Militärpolitik, Band 2, Schkeuditz 2001, S. 105–122.
- Die NATO und die Verheißung von einem neuen Europa der Demokratie, des Friedens und der Einheit. In: (Hrsg.) Reinhard Brühl / Lothar Schröter: 50 Jahre NATO. Bilanz und Perspektiven. Schkeuditz 2000, S. 95–106. Auch in: (Hrsg.) Brandenburger Verein für politische Bildung e. V.: Schriftenreihe Beiträge zur Militärgeschichte und Militärpolitik, Band 1.
- Stehen wir am Ende einer Zwischenkriegszeit? In: 1945–1999: Nur eine „Zwischenkriegszeit?“ (Hrsg.) Forum für Bildung und Wissenschaft e. V.: Schriftenreihe, Heft 44, Jena 2000, S. 4–16.
- Drei Beiträge: I. Kriegsideologie – Friedensideologie. Substanz und Gestaltwandel nach dem Kalten Krieg. II. Fortschritt des Friedens in Idee und Wirklichkeit. Notwendigkeit und Möglichkeit in der heutigen Welt. III. Die heutige Weltgesellschaft und der Abschied von der militärischen Gewalt. In: (Hrsg.) Volker Bialas / Hans-Jürgen Häßler / Ernst Woit: Die Kultur des Friedens. Weltordnungsstrukturen und Friedensgestaltung. Würzburg 1999, S. 31–41, 79–86, 123–131.
- (DNB) Krieg und Frieden. (Eingeleitet und ausgewählt) In: (Hrsg.) Uwe-Jens Heuer / Harry Nick / Kurt Pätzold / Arnold Schölzel: Marxistische Lesehefte, Nr. 5, Berlin 1999, S. 52–76.
- Tysklands militaire militaere rolle i det ny Europa. (Dt. Titel) Deutschlands militärische Rolle im neuen Europa. In: Ret og Vrang (Dänemark), Nr. 8, Januar-Quartal 1999, S. 17–20.
- Om USA's krav pa at lede verden. (Dt. Titel) Weltführungsanspruch und Militärinterventionismus – ein gefährlicher Konnex. In: Ret og Vrang (Dänemark), Nr. 5, April-Quartal 1998, S. 26–30.
- Als Denkblockierungen durchbrochen wurden. Über die Herkunft unseres Friedensdenkens. In: DISPUT, Nr. 6, Berlin 1999, S. 4–5.
- Neues Denken über Krieg und Frieden in der NVA. In: (Hrsg.) Wolfgang Wünsche (Hrsg.): Rührt euch! Zur Geschichte der NVA. Berlin 1998, S. 508–525.
- Von der militärischen zur gewaltfreien Konfliktlösung. Gangbare Wege zum Frieden. In: Berliner Dialog-Hefte, Heft 4, Berlin 1998, S. 3–13.
- Die Stellung des (marxistischen) Sozialismus zur militärischen Gewalt. In: PDS International, Heft 4, Berlin 1997.
- Fortschritt des Friedens in Idee und Wirklichkeit. In: (Hrsg.) Volker Bialas / Hans-Jürgen Häßler: 200 Jahre Kants Entwurf „Zum ewigen Frieden“. Idee einer globalen Friedensordnung. Würzburg 1996, S. 119–129.
- Frieden und Verteidigung. Ambivalenz und Transformation der Friedens- und Verteidigungskonzeption. In: (Hrsg.) Detlef Bald / Reinhard Brühl / Andreas Prüfert: Nationale Volksarmee – Armee für den Frieden. Baden-Baden 1995, S. 193–206.
- Kriegsideologie – Friedensideologie. Substanz und Gestaltwandel nach dem Kalten Krieg. In: UTOPIE kreativ, Heft 56, Berlin 1995, S. 24–32.
- (BMG) Die Irrationalität des Krieges und die NVA im Rahmen des Warschauer Vertrages. In: UTOPIE kreativ, Heft 54, Berlin 1995, S. 39–46. (Auch in: BERLINER EUROPA FORUM, Sonderheft / Beiträge zur deutschen Geschichte IV/1995.)
- Die Sinnkrise des Militärs. Eine geistige Vorbedingung für das Verhalten der NVA in der demokratischen Revolution. In: (Hrsg.) Andreas Prüfert: Die Nationale Volksarmee im Kalten Krieg. Reihe Forschung aktuell, Band 3, Karl-Theodor-Molinari-Stiftung e. V., Bonn 1995, S. 133–145.
- Entmilitarisierungskonzepte in der Wendezeit der DDR. in: (Hrsg.) Wolfgang R. Vogt: Frieden als Zivilisierungsprojekt – Neue Herausforderungen an die Friedens- und Konfliktforschung. Baden-Baden 1994/95, S. 296–301.
- Ratlos vor einem Scherbenhaufen? Der jugoslawische Sezessionskrieg und die europäische Sicherheitspolitik. In: PAX REPORT, Nr. 4, Berlin 1993, S. 5–6.
- Welchen Zwecken dient eine europäische Macht? In: (Hrsg.) PDS/Linke Liste im Bundestag. Arbeitskreis Außen- und Friedenspolitik: Auf zu neuen Fronten. NATO, WEU, BRD unter neuen Bedingungen. o. O. 1991, S. 32–34.
- Wird ein „Sieg-Frieden“ neue Feindschaften auftreten lassen? In: PAX REPORT, Sonderheft, Berlin 1991, April, S. 7–8.

### Beiträge zum Herbst 1989 in Dresden (1994–1997)
- Mit Anderen: Von der Bürgerbewegung zur Parteienallianz. Stürmischer Herbst 1989. Teil II: In: (Hrsg.) Michael Friedrich / Andreas Graff: Chronik der Ereignisse in Dresden – eingebettet in den gesellschaftlichen Umbruch der DDR (Zeitraum Januar bis März 1990). Dresden 1997. 62 S.
- Mit Anderen: Stürmischer Herbst 1989. In: (Hrsg.) Detlef Wehnert / Andreas Graff: Chronik der Ereignisse in Dresden – eingebettet in den gesellschaftlichen Umbruch in der DDR. (Zeitraum September bis Dezember 1989),  Dresden 1994, 96 S.

### Pressebeiträge (1991–1993)
- Kaderschmiede für den Kampf der Systeme. Am 5. Januar 1959 wurde in Dresden die Militärakademie „Friedrich Engels“ gegründet. In: Sächsische Zeitung, Dresden 2009, 5. Januar, S. 18.
- Arbeit an der Militärakademie wissenschaftlich bewerten. Kolloquium zum 50. Jahrestag der Gründung der Militärakademie „Friedrich Engels“ der Nationalen Volksarmee der DDR. Ein Gespräch mit Frank Preiß. In: Junge Welt Berlin 2009,  3./4. Januar, S. 8.
- Eine neue Weltordnung des Faustrechts. In: Neues Deutschland, Berlin 1993, 16./17. Januar 1993, S. 2.
- Die Mitschuld Deutschlands am Balkankrieg. In: Neues Deutschland, Berlin 1992, 28. Dezember, S.  7.
- Mit Anderen: Es gibt keine Rechtfertigung für diesen Vernichtungskrieg. Gespräch zum 50. Jahrestag des Überfalls auf die Sowjetunion. In: Sächsische Zeitung, Dresden 1991, 22./23. Juni, S.  3.
- Wie stehen wir zur NVA in Bundeswehr und NATO, zur Abschaffung der Wehrpflicht? Interview. In: Neues Deutschland, Berlin 1990, 10. Juli, S. 6.
- Mit Anderen: Nicht Feind, sondern Partner. In: Wochenzeitung Volksarmee, Nr. 9, Berlin 1990, S. 6.
- Mit Lothar Glaß / Klaus Götze: Freund oder Feind? Zur Überwindung von Denkmodellen aus der Zeit des kalten Krieges im Interesse einer Sicherheitspartnerschaft. In: Wochenzeitung Volksarmee, Nr. 4, Berlin 1990, S. 6–7.
- Militärreform der DDR. Interview. In: Armeerundschau, Nr. 2, Berlin 1990, S. 85–87.
- Mit Klaus Benjowski / Bernhard Gonnermann / Rolf Lehmann / Wilfried Schreiber / Wolfgang Schwarz: Quo vadis NVA? Denkanstöße und Vorschläge von Mitgliedern des Wissenschaftlichen Rates für Friedensforschung an der Akademie der Wissenschaften der DDR. In: Wochenzeitung Volksarmee, Nr. 1, Berlin 1990, S. 6.
- (BMG) Gewalt der Vernunft: Neues Denken im nuklearen Zeitalter. Gespräch mit Rainer Ruthe und Hans Ronneburger. In: Wochenpost, Nr. 47, Berlin 1987, 27.  November 1987, S. 16–17.

### Beiträge zur Friedensforschung in der DDR (1977–1990)
- Zum Verhältnis von äußerem und innerem Frieden. In: M. Robbe / D. Senghaas (Hrsg.): Die Welt nach dem Ost-West-Konflikt. Geschichte und Prognosen. Berlin 1990, S. 403–403.
- Zur Evolution des Krieges und des Denkens über den Krieg. In: Ethik und Sozialwissenschaften. Streitforum für Erwägungskultur. Heft 4, Opladen 1990, S.  553–555.
- Militärisches Denken im Lernprozess für das Überleben der menschlichen Gattung. In: (Hrsg.) Erhard Geißler / Günter Tembrock: Natürliche Evolution von Lernstrategien. Berlin 1990, S. 247–263.
- Stichworte „vojna“ und „otnošenie vojni i politiki v jadernyj wek“. In: Slovar ponjatij novogo političeskogo myšlenija, Voronesh 1990. (ru.) Война и отношение войны и политики в ядерный век. В: Словарь понятий нового политического мышления. г. Воронеж 1990.
- Gedanken zur Armeereform. In: (Hrsg.) Politische Hauptverwaltung der NVA: Parteiarbeiter, Nr. 12, Berlin 1989, S. 5–6.
- Novoe myšlenie i marksistskaja konzepzia mira i armii. In: Novoe myšlenie i voennaja politika, Filosofskoe obštšestwo SSSR, Moskva 1989, S. 31–36. (ru.) Новое мышление и марксистская концепция мира и армии. Философское общество СССР, г. Москва 1989.
- (DNB) Leiter des Autorenkollektivs: Frieden – Krieg – Streitkräfte. Historisch-materialistischer Abriß. (Hrsg.) Militärakademie „Friedrich Engels“, beim Militärverlag der DDR, Berlin 1989, 336 S.
- Die Dialektik des Kampfes um Frieden und gesellschaftlichen Fortschritt. In: Dialektischer und historischer Materialismus. Lehrbuch für das marxistisch-leninistische Grundlagenstudium. Dietz Verlag: 15., überarbeitete Auflage, Berlin 1988, S. 455–491.
- Abschreckung oder Abrüstung? Neues Denken über Krieg und Frieden – Anforderungen, Ansätze, Aussichten. In: URANIA, Heft 12, Berlin 1988, S. 4–7.
- (BMG) Gewalt der Vernunft: Neues Denken im nuklearen Zeitalter. Gespräch mit Rainer Ruthe und Hans Ronneburger. In: Wochenpost, Nr. 47, Berlin 1987, November, S. 16–17.
- (BMG) Über Krieg und Frieden im nuklearen Zeitalter. In: Militärpolitische Informationen für den Hoch- und Fachschullehrer. Berlin 1987, S. 12–29.
- Leiter des Autorenkollektivs: Filosofia mira protiv ideologia vojny. Mit einem Vorwort von W. A. Malinin / N. A. Tschaldymow: Isdatelstvo „Mysl“, Moskva 1988. (ru.) Философия мира против идеология войны. (Für die russische Ausgabe überarbeitete Fassung der 2. Auflage von: Die Philosophie des Friedens im Kampf gegen die Ideologie des Krieges. Dietz Verlag, Berlin 1986.)
- (DNB) Leiter des Autorenkollektivs: Kriegsideologie – Gewaltkult gegen Frieden und Freiheit. In: Militärverlag der DDR: Serie Politik und Landesverteidigung, Berlin 1987.
- (BMG) Frieden – höchstes moralisches Gebot. In: Einheit, Nr. 8, Berlin 1987, S. 696–702.
- Die Leninsche Lehre von der Verteidigung des Sozialismus unter den Bedingungen des Atomzeitalters. In: (Hrsg.) Parteihochschule „Karl Marx“ beim ZK der SED: Die Lebenskraft der Ideen der Großen Sozialistischen Oktoberrevolution – der Kampf um die Verwirklichung der Beschlüsse des XI. Parteitages der SED. Berlin 1987.
- Die friedliche Koexistenz als die gegenwärtig wichtigste Form des Friedens. In: Philosophie im Friedenskampf. Dietz Verlag Berlin 1986, S. 129–139.
- Leiter des Autorenkollektivs: Die Philosophie des Friedens im Kampf gegen die Ideologie des Krieges. 2., durchgesehene Auflage, Berlin 1986, 282 S.
- Vom bewaffneten zum unbewaffneten Frieden. In: Aus dem philosophischen Leben der DDR. Informationsbulletin, Akademie für Gesellschaftswissenschaften beim ZK der SED, Zentralstelle für philosophische Information und Dokumentation, Heft 6, Berlin 1986, S. 36–39.
- Mit Lothar Glaß: Friedenskampf und Moral. In: Reinhold Miller (Leiter), Sozialismus und Ethik. Einführung. Berlin 1984, S. 307–332.
- Leiter des Autorenkollektivs: Die Philosophie des Friedens im Kampf gegen die Ideologie des Krieges. Dietz Verlag Berlin 1984, 282 S.
- (BMG) Der ideologische Kampf zum Problem Krieg und Frieden und die Rolle der sozialistischen Militärmacht unter den neuen Bedingungen des Friedenskampfes. In: Friedenskampf und sozialistische Landesverteidigung. Krieg und Frieden im ideologischen Kampf und die Rolle der sozialistischen Militärmacht. Reihe Militärpolitik aktuell, Militärverlag der DDR Berlin 1984, S. 9–29.
- Humanismus – Friedensidee und Kampf um den Frieden. In: Sächsische Zeitung, Dresden 1984, 12. Oktober, Beilage, S. 2.
- (DNB) (BMG) Mit Erich Hocke: Die Einheit von Sozialismus und Frieden. Zu philosophischen Problemen von Krieg und Frieden in der Gegenwart. 2., überarbeitete Auflage. In: Reihe Grundfragen der marxistisch-leninistischen Philosophie. Dietz Verlag Berlin 1982, 319 S.
- (DNB) Mit Erich Hocke: Die Einheit von Sozialismus und Frieden. Zu philosophischen Problemen von Krieg und Frieden in der Gegenwart. Dietz Verlag, Berlin 1977, 271 S.
- Zu einigen strittigen Fragen der Diskussion. In: Krieg und Frieden als philosophisches Problem in der gegenwärtigen Klassenauseinandersetzung mit dem Imperialismus. Kolloquium des Lehrstuhls marxistisch-leninistische Philosophie am 21. und 22. Juni 1977, Teil II. (Hrsg.) Militärakademie „Friedrich Engels“ der Nationalen Volksarmee, Schriften der Militärakademie, Heft  157, Dresden 1978, S. 105–112.
- (BMG) Mit Erich Hocke: Krieg und Frieden als philosophisches Problem in der gegenwärtigen Klassenauseinandersetzung mit dem Imperialismus. (Dissertation B, Thesen und Referat. Gemeinschaftsarbeit). Kolloquium des Lehrstuhls marxistisch-leninistische Philosophie am 21. und 22. Juni 1977, Teil I: (Hrsg.) Militärakademie „Friedrich Engels“, Schriften der Militärakademie, Nr. 156, Dresden 1977, 124 S.

## Herausgebertätigkeit

### „Texte zur Philosophie“ (1998–2009)
- Mit Alexander Andreeff: Redaktion und Vorwort. Mit Alexander Andreeff / Horst Kreschnak: Die biotechnische Revolution. Naturwissenschaftliche und gesellschaftstheoretische Aspekte. In: Naturwissenschaft und Gesellschaftstheorie. Texte zur Philosophie, Heft 13, Berlin 2003, 124 S.
- (DNB) Redaktion mit Alexander Andreeff: Vorwort mit Alexander Andreeff / Horst Kreschnak: Zeit und Zyklizität in Natur und Gesellschaft. In: Naturwissenschaftliches Weltbild und Gesellschaftstheorie. Texte zur Philosophie, Heft 11, Berlin 2002, 126 S.
- (DNB) Redaktion mit Alexander Andreeff: Vorwort mit Alexander Andreeff / Horst Kreschnak: Information in Natur und Gesellschaft. In: Naturwissenschaftliches Weltbild und Gesellschaftstheorie. Texte zur Philosophie, Heft 8, 2000, 94 S.
- (DNB) Redaktion, Vorwort und Die Aufklärung in der geistigen Auseinandersetzung unserer Tage. In: (Hrsg.) Volker Caysa / Helmut Seidel / Dieter Wittich: Texte zur Philosophie, Heft 6, Berlin 2000, 100 S.
- (DNB) Mit Alexander Andreeff Redaktion: Vorwort mit Alexander Andreeff / Horst Kreschnak: Entscheidungen im Spannungsfeld von Naturprozessen und humaner Lebensgestaltung. In: Naturwissenschaftliches Weltbild und Gesellschaftstheorie. Texte zur Philosophie, Heft 9, Berlin 1999, 126 S.
- (DNB) Redaktion mit Alexander Andreeff: Vorwort mit Alexander Andreeff / Horst Kreschnak: Evolution in Natur und Gesellschaft – Gemeinsamkeiten und Gegensätze. In: Naturwissenschaftliches Weltbild und Gesellschaftstheorie. Texte zur Philosophie, Heft 7, Berlin 1999, 134 S.
- Redaktion mit Alexander Andreeff: Vorwort mit Alexander Andreeff / Horst Kreschnak: Naturwissenschaftliches Weltbild und Gesellschaftstheorie. In: (Hrsg.) Volker Caysa / Helmut Seidel / Dieter Wittich: Texte zur Philosophie, Heft 5, Berlin 1998, 86 S.

### Streitschrift „DISKURS“ (1998–2002)
(Zur Geschichte und Politik des Sozialismus)
- (Hrsg.) Mit Klaus Kinner / Ernst Wurl: Helmut Bock: Die fatale Alternative. Von Krieg und Frieden. In: (hrsg.) von der Rosa-Luxemburg-Stiftung Sachsen e. V.: DISKURS. Streitschriften zu Geschichte und Politik des Sozialismus, Heft 12, Dresden 2002, 105 S.
- (DNB) (Hrsg.) Mit Klaus Kinner / Ernst Wurl: Redaktion mit Gerd Laudel: Vorwort und Linkes Denken im 20. Jahrhundert. Eine Auswahl (IV). In: (hrsg.) von der Rosa-Luxemburg-Stiftung Sachsen e. V.: DISKURS. Streitschriften zu Geschichte und Politik des Sozialismus. Heft 11, Dresden 2002, 83 S.
- (Hrsg.) Mit Klaus Kinner / Ernst Wurl: Linkes Denken im 20. Jahrhundert. Eine Auswahl. (III). In: (hrsg.) von der Rosa-Luxemburg-Stiftung Sachsen e. V.: DISKURS. Streitschriften zu Geschichte und Politik des Sozialismus, Heft 7, 62 S.
- (DNB) (Hersg.) Mit Klaus Kinner / Ernst Wurl: Redaktion mit Gerd Laudel: Linkes Denken im 20. Jahrhundert. Eine Auswahl (II). In: (hrsg.) von der Rosa-Luxemburg-Stiftung Sachsen e. V.: DISKURS. Streitschriften zu Geschichte und Politik des Sozialismus, Heft 5, Dresden 2000, 122 S.
- (DNB) (Hrsg.) Mit Klaus Kinner / Ernst Wurl: Redaktion mit Gerd Laudel: Linkes Denken im 20. Jahrhundert. Eine Auswahl (I). In: (hrsg.) von der Rosa-Luxemburg-Stiftung Sachsen e. V.: DISKURS. Streitschriften zu Geschichte und Politik des Sozialismus, Heft 4, Dresden 1999, 56 S.
- (DNB) Redaktion mit Ernst Wurl: Problemfeld Globalisierung. In: (Hrsg.) Rosa-Luxemburg-Stiftung Sachsen e. V.: Texte zur politischen Bildung, Dresden 1999, 41 S.
- (Hrsg.) Mit Klaus Kinner / Ernst Wurl: Klaus Kinner: Die verlorene Zukunft. Skizzen zu einer Geschichte des deutschen Kommunismus. In: (hrsg.) von der Rosa-Luxemburg-Stiftung Sachsen e. V.: DISKURS. Streitschriften zu Geschichte und Politik des Sozialismus, Heft 3, Dresden 1998, 70 S.

### Herausgeber im Akademie Verlag (1975)
- (Hrsg.) Hermann Scheler: Einführung in den historischen Materialismus. Akademie Verlag Berlin 1975, 200 S.

## Beiträge zur NVA und für die Militärakademie

### Pressebeiträge zur NVA (1980–2009)
- Kaderschmiede für den Kampf der Systeme. Am 5. Januar 1959 wurde in Dresden die Militärakademie „Friedrich Engels“ gegründet. In: Sächsische Zeitung, Dresden 2009, 5. Januar, S. 18.
- Arbeit an der Militärakademie wissenschaftlich bewerten. Kolloquium zum 50.  Jahrestag der Gründung der Militärakademie „Friedrich Engels“ der Nationalen Volksarmee der DDR. Ein Gespräch mit Frank Preiß. In: Junge Welt, Berlin 2009, 3./4. Januar, S. 8.
- Zu den Voraussetzungen und Ergebnissen einer Befragung von Professoren und Dozenten der ehemaligen Militärakademie der DDR. In: (Hrsg.) Prof. Dr. habil. Dietmar Schössler: Befragung von Professoren und Dozenten der ehemaligen Militärakademie „Friedrich Engels“ zum politisch-militärischen Selbstverständnis vor und nach 1989/90. Ergebnisse und Bewertungen. Universität der Bundeswehr München. Texte und Dokumente zur Militärwissenschaft und Strategieforschung.  München 2001, S. 1–8.
- Mit Anderen: Nicht Feind, sondern Partner. In: Wochenzeitung Volksarmee, Nr. 9, Berlin 1990.
- Militärreform der DDR. Interview. In: Zeitschrift Armeerundschau, Nr. 2, Berlin 1990.
- Mit Lothar Glaß / Klaus Götze: Freund oder Feind? Zur Überwindung von Denkmodellen aus der Zeit des kalten Krieges im Interesse einer Sicherheitspartnerschaft. In: Wochenzeitung Volksarmee, Nr. 4, Berlin 1990.
- Mit Klaus Benjowski / Bernhard Gonnermann / Rolf Lehmann / Wilfried Schreiber / Wolfgang Schwarz: Quo vadis NVA? Denkanstöße und Vorschläge von Mitgliedern des Wissenschaftlichen Rates für Friedensforschung an der Akademie der Wissenschaften der DDR. In: Wochenzeitung Volksarmee, Nr. 1, Berlin 1990.
- (BMG) Gewalt der Vernunft: Neues Denken im nuklearen Zeitalter. Gespräch mit Rainer Ruthe und Hans Ronneburger. In: Wochenpost, Nr. 47, Berlin 1987, 27. November, S. 16–17.
- Clausewitz – dieser „Stern erster Größe“. In: Sächsische Zeitung, Dresden 1980, 23. Mai.

### Beiträge für die Zeitschrift „Militärwesen“ (1975–1990)
- (BMG) Mit Anderen: Auftrag und Funktion der Streitkräfte. In: Militärwesen, Heft 6, Berlin 1990, S. 5–8.
- (BMG) Neues militärisches Denken. Diskussionsbeitrag auf der Internationalen wissenschaftlichen Konferenz „Neues Denken und Militärpolitik“ vom 14.–16. November 1989 in Moskau. In: Militärwesen, Heft 2, Berlin 1990, S. 15–18.
- (BMG) Weltanschauliche Grundlagen unserer Militärdoktrin. In: Militärwesen, Heft 9, Berlin 1988, S. 31–36.
- (BMG) Von der Abschreckungsdoktrin zur gemeinsamen Sicherheit. In: Militärwesen, Heft 2, Berlin 1988, S. 11–15.
- (BMG) Über Krieg und Frieden im nuklearen Zeitalter (II). In: Militärwesen, Heft 2, Berlin 1987, S. 9–15.
- (BMG) Neues Denken über Krieg und Frieden im nuklearen Zeitalter (I). In: Militärwesen, Heft 1, Berlin 1987, S. 13–19.
- Die Rolle der Moral bei der weltanschaulichen Formung sozialistischer Soldaten. In: Zeitschrift Militärwesen, Heft 5, Berlin 1976, S. 53–60.
- Weltanschauliche Probleme der militärischen Disziplin. In: Zeitschrift Militärwesen, Heft 8, Berlin 1975, S. 29–33.

### Protokollbeiträge für die NVA (1983–1987)
- Revolutionäres Denken der Militärkader für revolutionierende Prozesse ausbilden. In: Protokoll der wissenschaftlichen Beratung anlässlich des 70. Jahrestages der Großen Sozialistischen Oktoberrevolution an der Sektion Gesellschaftswissenschaften der Militärakademie „Friedrich Engels“ am 10. Juni 1987, Dresden 1987.
- Die Lehre von Krieg und Armee und die sozialistische Friedensstrategie. In: Militärgeschichte im Klassenkampf unserer Zeit. Protokoll der wissenschaftlichen Konferenz des Militärgeschichtlichen Instituts der DDR anlässlich des 100. Todestages und des 165. Geburtstages von Karl Marx, 24.  März 1983 (Hrsg.) Militärgeschichtliches Institut der DDR, Potsdam 1983.

### Beiträge für die „Schriften der Militärakademie“ (1976–1980)
(Hrsg.) Militärakademie „Friedrich Engels“ der NVA, Dresden.
- Carl von Clausewitz – Klassiker der bürgerlichen Militärtheorie. In: Zum Schaffen und Werk Carl von Clausewitz’. Protokoll der wissenschaftlichen Beratung des Lehrstuhls  Marxistisch-leninistische Philosophie am 5. Juni 1980. In: Schriften der Militärakademie, Heft 184, Dresden 1980, S. 7–27.
- Die marxistisch-leninistische Lehre von der Verteidigung des Sozialismus und der ideologische Kampf. Referat auf der Lehrerkonferenz der Sektion Gesellschaftswissenschaften am 9. Februar 1978. In: Schriften der Militärakademie „Friedrich Engels“, Heft 163, Dresden 1978.
- Zu einigen strittigen Fragen der Diskussion. In: Krieg und Frieden als philosophisches Problem in der gegenwärtigen Klassenauseinandersetzung mit dem Imperialismus. Kolloquium des Lehrstuhls marxistisch-leninistische Philosophie am 21. und 22. Juni 1977, Teil II. (Hrsg.) Militärakademie „Friedrich Engels“ der Nationalen Volksarmee, Schriften der Militärakademie, Heft  157, Dresden 1978, S. 105–112.
- (BMG) Mit Erich Hocke: Krieg und Frieden als philosophisches Problem in der gegenwärtigen Klassenauseinandersetzung mit dem Imperialismus. (Dissertation B, Thesen und Referat. Gemeinschaftsarbeit). Kolloquium des Lehrstuhls marxistisch-leninistische Philosophie am 21. und 22. Juni 1977, Teil I: (Hrsg.) Militärakademie „Friedrich Engels“, Schriften der Militärakademie, Nr. 156, Dresden 1977, 124 S.
- (DNB) Mit Anderen: Erfordernisse der offensiven Auseinandersetzung in der gesellschaftswissenschaftlichen Ausbildung und Forschung. Material der Lehrerkonferenz der Sektion Gesellschaftswissenschaften am 27. November 1975. In: Schriften der Militärakademie „Friedrich Engels“, Heft 141, Dresden 1976,S. 21–37.

## Schriften zur Philosophie

### Beiträge für die „Deutsche Zeitschrift für Philosophie“ (1971–1988)
- Der Historismus im marxistischen philosophischen Denken über Krieg und Frieden. In: DZPh, Heft 6, Berlin 1988, S. 528–531.
- (BMG) Neues Denken über Krieg und Frieden. In: DZPh, Heft 1, Berlin 1987, S. 12–20.
- Mit anderen: Diskussion zum Buch „Die Philosophie des Friedens gegen die Ideologie des Krieges“. In: DZPh, Heft 2, Berlin 1986, S. 143–152.
- Mit anderen: Rundtischgespräch: Die Frage von Krieg und Frieden in der weltanschaulichen Auseinandersetzung. In: DZPh, Heft 9, Berlin 1982, S. 1133–1143 sowie Heft 11, Berlin 1982, S. 1369–1381.
- (BMG) Die Marxistisch-leninistische Philosophie und Kampf um den Frieden. In: DZPh, Heft 3/4, Berlin 1981, S. 331–342.
- Mit Gottfried Kießling: Friedenskampf und politisch-moralische Wertung des Krieges. In: DZPh, Heft 1, Berlin 1976, S. 37–49.
- Wissenschaftliche Bewusstheit und sozialistische Moral. In: DZPh, Heft 9, Berlin 1973, S. 1029–1047.
- Mit Hans Erdmann / Arno Golub: Probleme der dialektisch-materialistischen Untersuchung der sozialistischen Moralentwicklung. In: DZPh, Heft 8, Berlin 1972, S. 975–995.
- Konsequenzen einer Wahrheitskonzeption. In: DZPh, Heft 4, Berlin 1972, S. 459–474.
- Mit Hans Erdmann / Arno Golub / Reinhold Miller / Gerhard Thiel: Anwendung und Weiterentwicklung der Lenin‘schen Ideen vom Verhältnis zwischen Ökonomie und Moral in der Politik der SED. In: DZPh, Heft 3, Berlin 1971, S. 316–343.

### Publikationen im Lehrstuhl Philosophie (1970–1983)
- Der Wahrheitsbegriff und die Grundfrage der Philosophie. In: Autorenkollektiv, Erkenntnis und Wahrheit. Dietz Verlag Berlin 1983, S. 99–107.
- Mit Gottfried Kießling: Gerechte und ungerechte Kriege in unserer Zeit. In: Serie Politik und Landesverteidigung. 2., bearbeitete und erweiterte Auflage, Militärverlag der DDR Berlin 1983, 157 S.
- Mit Erich Hocke / Gottfried Kießling: Wesen und Hauptinhalt der heutigen imperialistischen Kriegsideologie. In: Zur imperialistischen Kriegsideologie. Serie Politik und Landesverteidigung. Militärverlag der DDR Berlin 1982, S. 8–46.
- Mit Gottfried Kießling: Gerechte und ungerechte Kriege in unserer Zeit. In: Serie Politik und Landesverteidigung. Militärverlag der DDR 1981, 146 S.
- Wertsystem und Weltanschauung im Sozialismus. In: Autorenkollektiv: Wertauffassungen im Sozialismus. Dietz Verlag Berlin 1980, 151 S.
- Sicherer Schutz des Friedens und des Sozialismus – Anliegen des Parteiprogramms und Grundbedingung seiner Verwirklichung. In: Wissenschaftliche Konferenz anlässlich des 30. Jahrestages der Gründung der DDR, 3. und 4. Mai 1979.  Wissenschaftliche Beiträge der Parteihochschule „Karl Marx“ beim ZK der SED, Heft 3, Berlin 1979, S. 101–104.
- Der bewaffnete Kampf wird von Menschen entschieden. Weltanschauliche Probleme des Mensch-Technik-Verhältnisses im Militärwesen. In: Zeitschrift Militärtechnik, Heft 7, Berlin 1976, S. 289–292.
- Mit Gottfried Kießling: Krieg und Gewalt in der Geschichte der Klassengesellschaft. In: Erich Hahn (Leiter) et al.: Grundlagen des historischen Materialismus. Dietz Verlag Berlin 1976, S. 564–588.
- Die Rolle der Moral bei der weltanschaulichen Formung sozialistischer Soldaten. In: Zeitschrift Militärwesen, Heft 5, Berlin 1976, S. 53–60.
- Mit Hans Erdmann / Arno Golub: Ökonomie und Moral. Zur Dialektik von materiellen Verhältnissen und Moral beim Aufbau der sozialistischen Gesellschaft. Akademie Verlag, Berlin 1975, 292 S.
- Weltanschauliche Probleme der militärischen Disziplin. In: Zeitschrift Militärwesen, Heft 8, Berlin 1975, S. 29–33.
- Lemma Bewusstheit. In: Kleines politisches Wörterbuch. Dietz Verlag Berlin 1970.
- Mit Anderen: Gerechte und ungerechte Kriege. In: Serie Politik und Landesverteidigung. Berlin 1970, 156 S.